# Szamgar
Szamgar syn Anata (Samgar, hebr. שמגר) – postać biblijna, jeden z sędziów starożytnego Izraela, następca Ehuda. Jego najbardziej znanym wyczynem było opisane w Księdze Sędziów rozgromienie 600 Filistynów przy pomocy ościenia na woły.